# ミットフォード姉妹
ミットフォード姉妹（ミットフォードしまい）は、イギリスのリーズデイル男爵ミットフォード家に生まれた6人姉妹である。それぞれ作家、ファシスト、コミュニスト、公爵夫人など多彩な波乱万丈の人生を送り、イギリスでは20世紀前半の上流階級の一例としてアイコン的存在になった。姉妹に関する数多くの書籍が出版され、多数映像化もされている。姉妹の名前は上から、ナンシー、パメラ、ダイアナ、ユニティ、ジェシカ、デボラ。またパメラの下には唯一の男子であるトーマスがいる。

## ミットフォード家
ミットフォード家はノーサンバーランドのジェントリーの家系であった。また親族には下院議長を務めたジョン・フリーマン＝ミットフォードをはじめとするフリーマン＝ミットフォード家があり、この家系が最初のリーズデイル男爵、伯爵を名乗っていた。18世紀から19世紀前半にかけての著名な歴史家であったウィリアム・ミットフォード等を輩出している。ウィリアムの曾孫で、伯爵令嬢を母に持つアルジャーノン・ミットフォードは、日本語に堪能で外交官として活躍し、幕末から明治時代初期の日本に赴任したことでも有名である。1886年、アルジャーノンは従兄弟のリーズデイル伯爵ジョン・フリーマン＝ミットフォードの死にともなってフリーマン＝ミットフォード家の財産と家名を受け継ぎ、1902年には新たに初代リーズデイル男爵に叙された。アルジャーノンの子が2代目リーズデイル男爵のデヴィッド・フリーマン＝ミットフォード（David Bertram Ogilvy Freeman-Mitford、1878年3月13日 - 1958年3月17日）である。
デヴィッドは学問が嫌いで、サンドハースト王立陸軍士官学校の受験に失敗し、若い頃はセイロンの紅茶プランテーションで暮らした。1900年にイギリスに戻ると、反ユダヤ主義のファシスト思想に傾倒し、エキセントリックで風変わりな人物として知られた。1904年2月、枢密院議員の庶子で雑誌『バニティ・フェア』などの発行人であるトマス・ギブソン・ボウルズの娘、シドニー（Sydney Bowles Freeman-Mitford、1880年5月 - 1963年5月25日）と結婚した。夫妻の間にはナンシー、パメラ、トーマス、ダイアナ、ユニティ、ジェシカ、デボラの7人の子が生まれた。
夫婦とも姉妹の教育には熱心でなく、学校にやらずに自宅に家庭教師をつける程度で、早く良家に嫁に行くことを望んでいた。地主ではあるが、貴族としてはさほど豊かではなく、経済的な理由から子供たちは地方のカントリーハウスを転々として育った。

## 姉妹の略歴

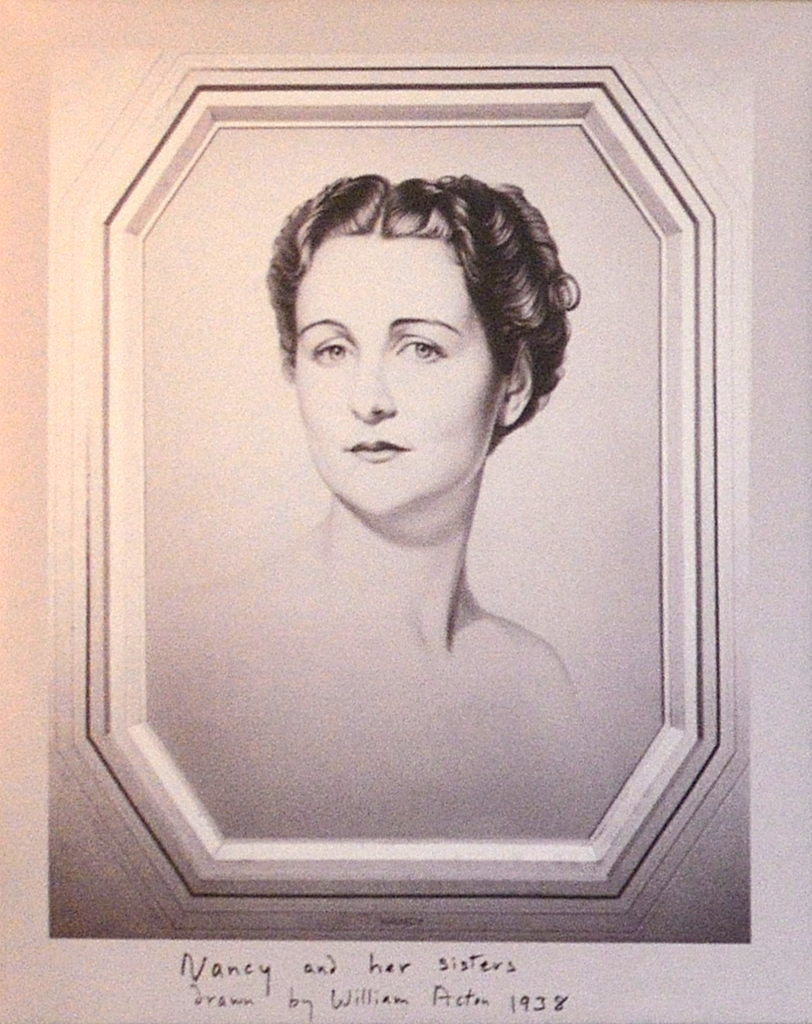
ナンシー・ミットフォード(1904年11月28日 – 1973年6月30日)
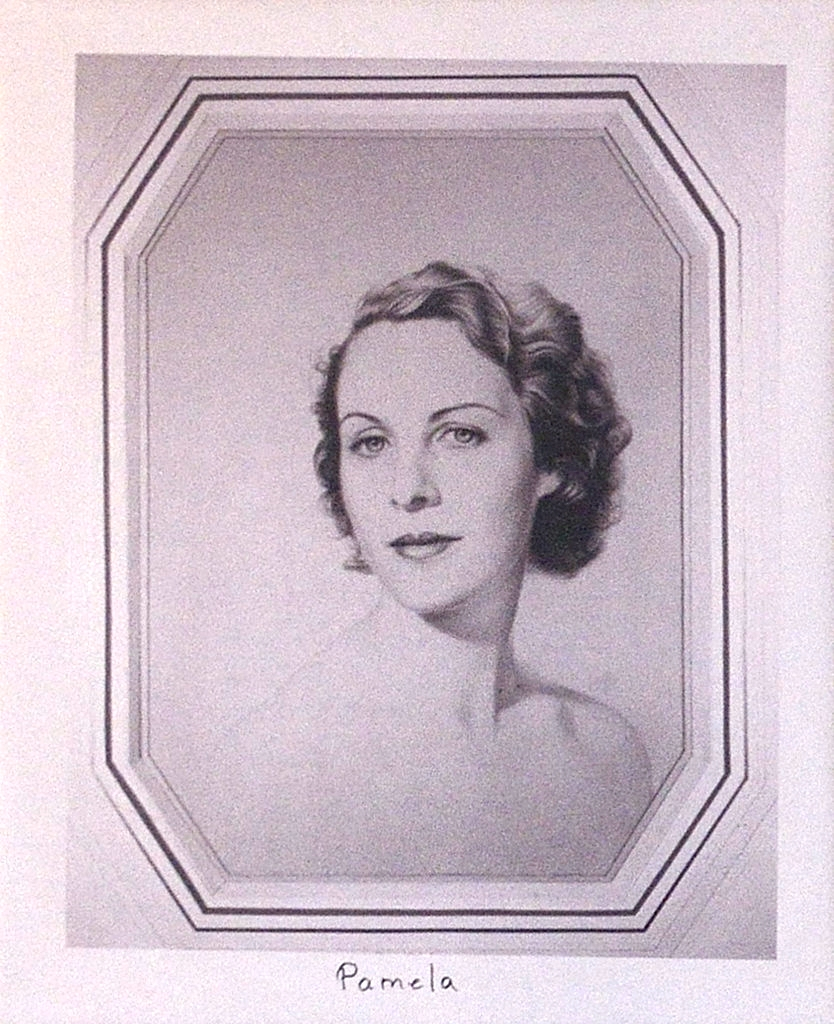
パメラ・ミットフォード(1907年11月25日 – 1994年4月12日)
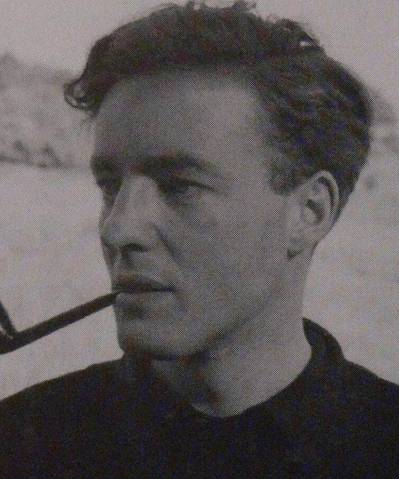
トマス・ミットフォード(1909年1月2日 – 1945年3月30日)
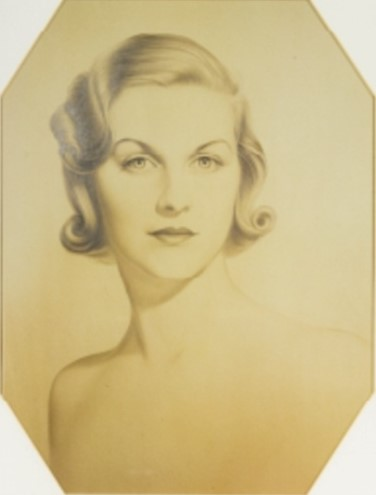
ダイアナ・ミットフォード(1910年6月17日 – 2003年8月11日)
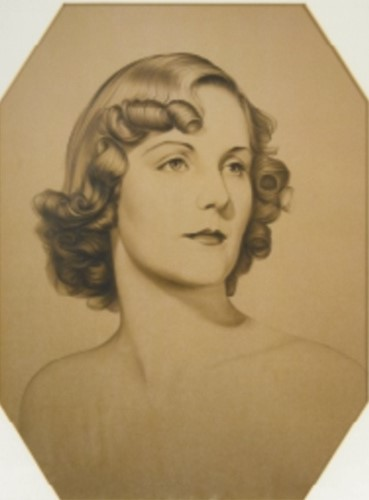
ユニティ・ヴァルキリー・ミットフォード (1914年8月8日 – 1948年5月28日)
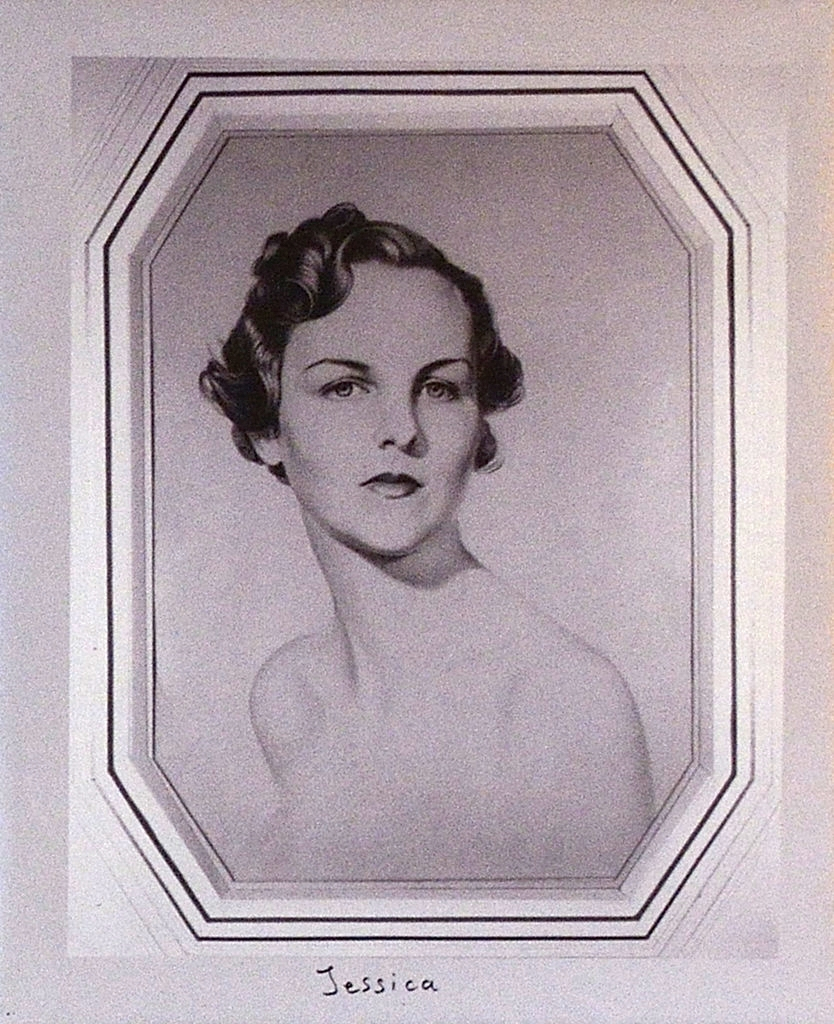
ジェシカ・ミットフォード(1917年9月11日 – 1996年7月22日)
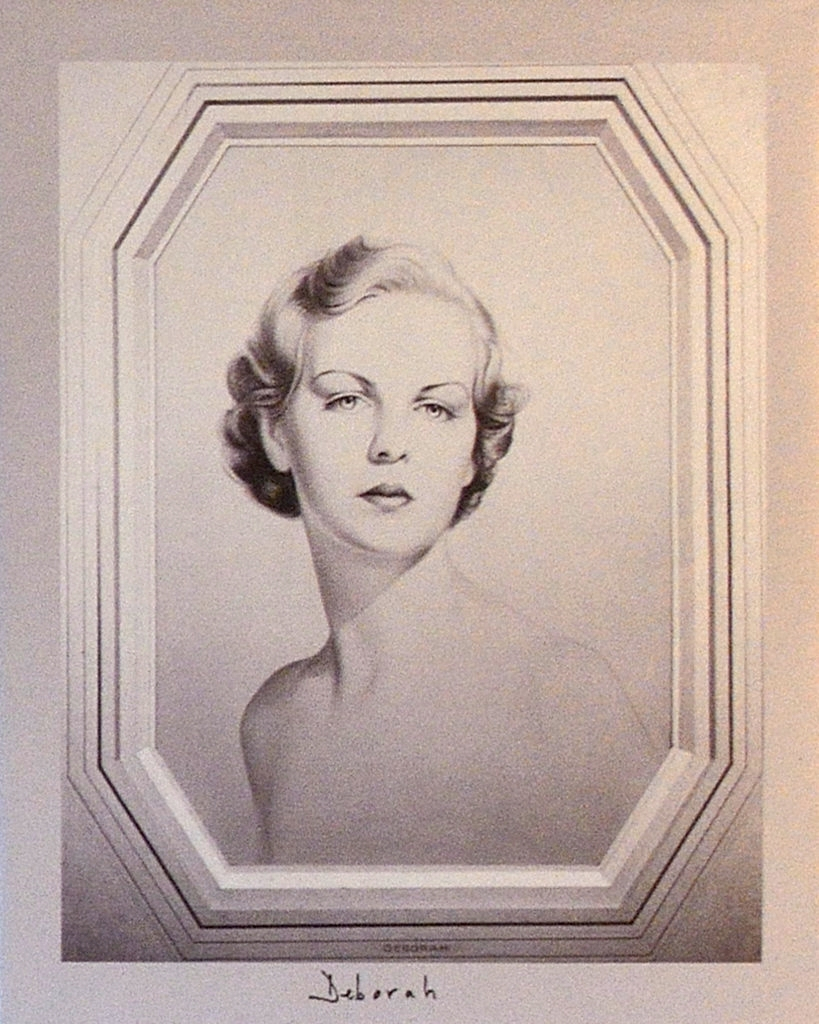
デボラ・ミットフォード（キャヴェンディッシュ）(1920年3月31日 – 2014年9月24日)

### 長女・ナンシー (1904 - 1973年)
（Nancy Freeman-Mitford、1904年11月28日 - 1973年6月30日）
小説家、伝記作家。1920～30年代に現れたブライト・ヤング・シングス（パーティと酒、ドラッグに明け暮れる享楽的で派手な生活を送っていた上流階級の若者たち)のひとり。男爵家のピーター・ロッドと結婚したが、フランスのシャルル・ド・ゴール首相の右腕と言われた軍人ガストン・パレウスキーに恋し、パリに移り住んだ。ヨーロッパの社交界を飛び回り、その華やかな生活をもとに小説を書き、ベストセラー作家になった。

### 次女・パメラ (1907 - 1994年)
（Pamela Freeman-Mitford、1907年11月25日 - 1994年4月12日）
金持ちの原子物理学者デレク・ジャクソンと結婚するも、離婚。イタリア人の女性馬術家ジュディッタ・トンマージと田舎で余生を送った。後に妹のジェシカが"You-Know-What-bian"と暗にレズビアンであったことを語っている。

### 長男・トーマス (1909 - 1945年)
（Thomas Freeman-Mitford、 1909年1月2日- 1945年3月30日）
トーマスは夫妻の唯一の男子であり、リーズデイル男爵家の相続人として期待をかけられていた。女優ティリー・ロッシュと不倫関係にあったとも言われている。またダイアナやユニティとともにナチ党党大会を観覧している。第二次世界大戦ではドイツを敵として戦うことを拒み、ビルマ戦線で戦った。1945年3月30日に戦死し、子供もいなかったため、リーズデイル男爵はデヴィッドの弟バートラムが相続することになった。

### 三女・ダイアナ (1910 - 2003年)
（Diana Freeman-Mitford、Diana Mosley 1910年6月17日 - 2003年8月11日）
ギネスビールの創業者一族であり、政治家でもあった初代モイン男爵ウォルター・ギネスの息子ブライアン・ギネスと18歳で結婚し、ブライト・ヤング・シングスのひとりとして華やかな生活を送っていた。しかしイギリスファシスト連合のリーダー、オズワルド・モズレーと不倫関係となり、夫と離婚。モズレーは初代カーゾン・オブ・ケドルストン侯爵ジョージ・カーゾンの娘と結婚していたが、その妻が急死し、1933年にダイアナと再婚した。結婚式はアドルフ・ヒトラーを立会人に、ヨーゼフ・ゲッベルスの家で行なわれた。モズレーとの間に二人の息子をもうけたが、次男のマックス・モズレー（国際自動車連盟（FIA）第8代会長）が1歳のときに夫と一緒に収監され、第二次大戦中の3年間を収容所で暮らす。出所後は夫とともにアイルランドゴールウェイ県のクロンフェルト村で暮らし、のちにフランスに移住。92歳まで生きた。
それぞれの夫との間に息子が二人ずついる。ダイアナの最初の夫ギネスとの長男ジョナサン・ギネスは2度結婚しており、最初の妻との娘（ダイアナの孫）キャサリン・ギネスはアンディ・ウォホールの取り巻きのひとりとして名を馳せた。その弟ヴァレンティンはデザイナーのルル・ギネスの元夫。ジョナサンの2番目の妻との娘ダフネ・ギネスは、奇抜な服装で知られ、しばしばメディアに登場している。ダイアナの2番目の夫モズレーとの次男、マックス・モズレーはF1界の重鎮にして、セックス・スキャンダルの当事者として世間を騒がせた。

### 四女・ユニティ (1914 - 1948年)
（Unity Valkyrie Freeman-Mitford、1914年8月8日 - 1948年5月28日）
アドルフ・ヒトラーの信奉者として知られる。ユニティはダイアナがモズレーと関係を持つようになった頃から、ファシズムに傾倒するようになった。さらにダイアナとともにドイツに渡って以降は、ヒトラーと国家社会主義ドイツ労働者党の信奉者となった。以降ヒトラーの個人的な友人の一人となり、たびたびイギリスやドイツのメディアでヒトラー支持を公言しており、ゴシップとなって取りざたされた。しかし第二次世界大戦でイギリスがドイツに宣戦すると、ユニティはピストル自殺を図る。一命を取り留めたものの後遺障害が残り、苦痛を抱えながらも戦後まで生き延びたが、1948年にこの時の傷が原因で死亡した。

### 五女・ジェシカ (1917 - 1996年)
（Jessica Lucy Freeman-Mitford、1917年9月11日 - 1996年7月22日）
元コミュニスト。市民運動家でジャーナリスト。姉妹のうちユニティと最も親しかったが、ユニティがファシズム、ジェシカが共産主義に傾倒するようになってからは不仲となった。またいとこで、スペイン内戦の国際旅団に参加していたエズモント・ロミリィ（Esmond Romilly）と恋に落ち、19歳でスペインに駆け落ちし、結婚。ロンドンの貧民街イーストエンドを経て、夫婦でアメリカに渡る。アメリカを貧乏旅行中、第二次世界大戦が始まると、夫はカナダ空軍に入隊した。ひとりで娘を出産するも、夫が戦闘中に消息不明となる。公民権運動に身を投じ、活動家のロバート・トルーハフト(Robert Treuhaft)と結婚、アメリカ国籍を取得。50年代には夫とともにアメリカ共産党員になる。1963年に葬儀業界の腐敗を追った『アメリカ式の死に方（The American Way of Death）』がベストセラーになり、ジャーナリストとして著書を多数出版した。
前夫との間に娘二人（一人は夭折）。二女は母と同じく活動家になり、ブラックパンサー党の黒人指導者の一人と結婚し、救急救命の看護婦になった。二人目の夫との間にできた息子はピアノ調律師。

### 六女・デボラ (1920 - 2014年)
（Deborah Vivien Freeman-Mitford、Deborah Vivien Cavendish、1920年5月31日 - 2014年9月24日）
第11代デヴォンシャー公爵アンドリュー・キャヴェンディッシュと結婚し、公爵邸チャッツワース・ハウスの女主人として活躍。由緒ある豪華な邸宅の維持管理のほか、チャッツワース・ブランドの食品や雑貨、ケイタリング、ホテル経営など大規模な事業に発展させた。孫にモデルのステラ・テナントがいる。